# Bizarrap

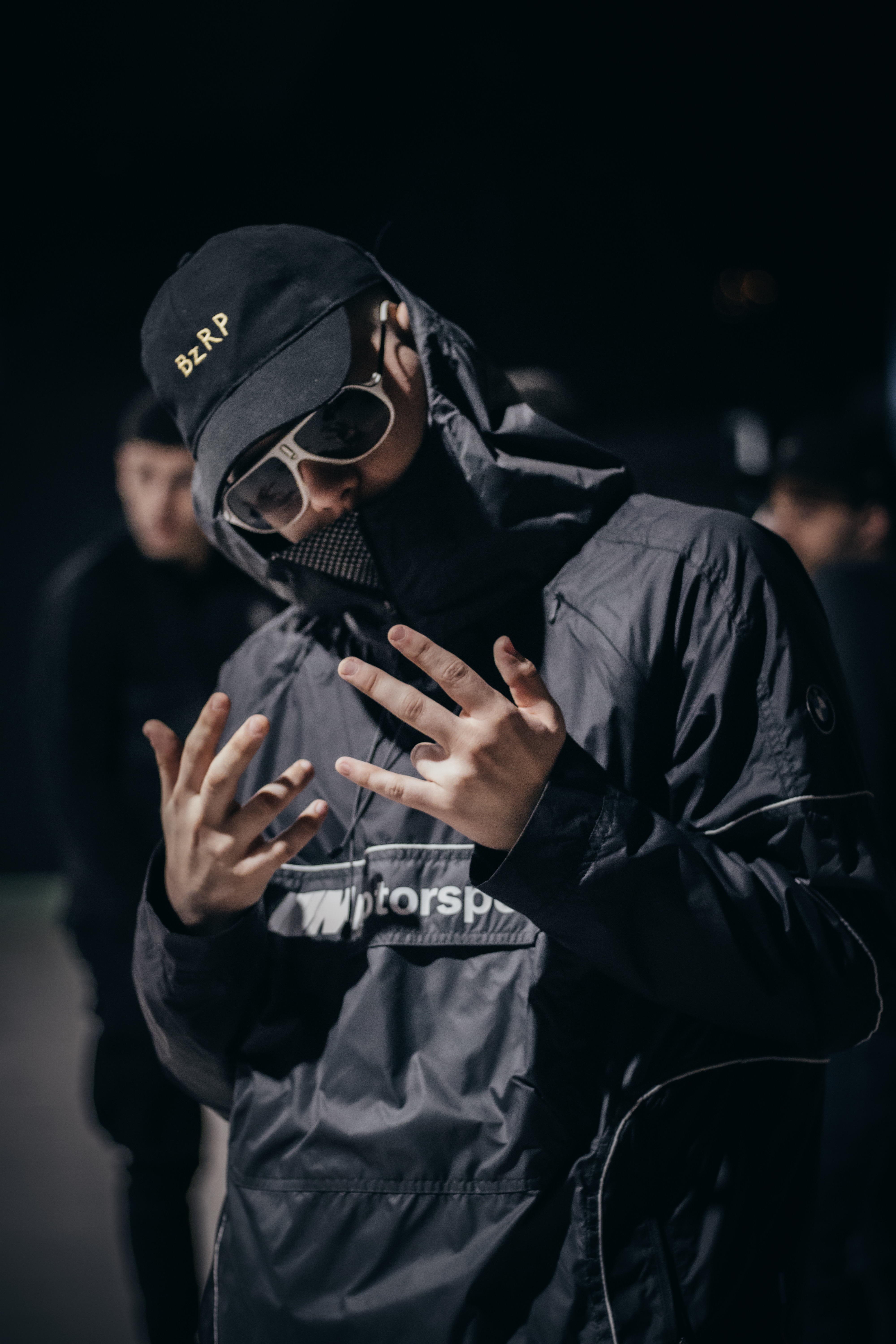
Bizarrap (2019)

Bizarrap (* 29. August 1998 in Ramos Mejía, Argentinien; bürgerlich Gonzalo Julián Conde) ist ein argentinischer DJ und Musikproduzent, der durch die langjährige Kollaborationsreihe Bzrp Music Sessions bekannt wurde.

## Leben
Bizarrap wurde am 29. August 1998 in Ramos Mejía geboren. Er begann bereits früh, sich für Musik zu interessieren und lernte mit 14 Jahren Musiktheorie, um seine Fähigkeiten als Produzent zu erweitern.

## Karriere
Erste Bekanntheit in seiner Heimat erlangte er unter dem Namen Bizarrap Combos in lokalen Rap-Battles.
Bizarrap begann 2019 seine Single-Reihe Bzrp Music Sessions, bei der er teils bereits etablierte Künstler, teils Newcomer in sein Studio holt, die dann die Gesangsparts zu seinen Produktionen beisteuern.
2021 wurde er bei den 22. Latin Grammy Awards in den Kategorien Producer of the Year und Best New Artist nominiert sowie zwei seiner Lieder in den jeweiligen Genre-Kategorien.

## Diskografie (Auswahl)

### EPs
| Jahr | Titel Musiklabel                       | Höchstplatzierung, Gesamtwochen, AuszeichnungChartplatzierungen (Jahr, Titel, Musiklabel, Platzierungen, Wochen, Auszeichnungen, Anmerkungen) | Höchstplatzierung, Gesamtwochen, AuszeichnungChartplatzierungen (Jahr, Titel, Musiklabel, Platzierungen, Wochen, Auszeichnungen, Anmerkungen) | Höchstplatzierung, Gesamtwochen, AuszeichnungChartplatzierungen (Jahr, Titel, Musiklabel, Platzierungen, Wochen, Auszeichnungen, Anmerkungen) | Höchstplatzierung, Gesamtwochen, AuszeichnungChartplatzierungen (Jahr, Titel, Musiklabel, Platzierungen, Wochen, Auszeichnungen, Anmerkungen) | Höchstplatzierung, Gesamtwochen, AuszeichnungChartplatzierungen (Jahr, Titel, Musiklabel, Platzierungen, Wochen, Auszeichnungen, Anmerkungen) | Höchstplatzierung, Gesamtwochen, AuszeichnungChartplatzierungen (Jahr, Titel, Musiklabel, Platzierungen, Wochen, Auszeichnungen, Anmerkungen) | Höchstplatzierung, Gesamtwochen, AuszeichnungChartplatzierungen (Jahr, Titel, Musiklabel, Platzierungen, Wochen, Auszeichnungen, Anmerkungen) | Anmerkungen                                      |
| Jahr | Titel Musiklabel                       | DE | AT | CH | UK | US | Latin | ES | Anmerkungen                                      |
| ---- | -------------------------------------- | --- | --- | --- | --- | --- | --- | --- | ------------------------------------------------ |
| 2023 | En dormir sin Madrid Dale Play Records | — | — | — | — | — | Latin46 (1 Wo.)Latin | ES3 Gold · (54 Wo.)ES | Erstveröffentlichung: 4. Oktober 2023 mit Milo J |

### Singles
| Jahr | Titel Album                                       | Höchstplatzierung, Gesamtwochen, AuszeichnungChartplatzierungen (Jahr, Titel, Album, Platzierungen, Wochen, Auszeichnungen, Anmerkungen) | Höchstplatzierung, Gesamtwochen, AuszeichnungChartplatzierungen (Jahr, Titel, Album, Platzierungen, Wochen, Auszeichnungen, Anmerkungen) | Höchstplatzierung, Gesamtwochen, AuszeichnungChartplatzierungen (Jahr, Titel, Album, Platzierungen, Wochen, Auszeichnungen, Anmerkungen) | Höchstplatzierung, Gesamtwochen, AuszeichnungChartplatzierungen (Jahr, Titel, Album, Platzierungen, Wochen, Auszeichnungen, Anmerkungen) | Höchstplatzierung, Gesamtwochen, AuszeichnungChartplatzierungen (Jahr, Titel, Album, Platzierungen, Wochen, Auszeichnungen, Anmerkungen) | Höchstplatzierung, Gesamtwochen, AuszeichnungChartplatzierungen (Jahr, Titel, Album, Platzierungen, Wochen, Auszeichnungen, Anmerkungen) | Höchstplatzierung, Gesamtwochen, AuszeichnungChartplatzierungen (Jahr, Titel, Album, Platzierungen, Wochen, Auszeichnungen, Anmerkungen) | Anmerkungen                                                                 |
| Jahr | Titel Album                                       | DE | AT | CH | UK | US | Latin | ES | Anmerkungen                                                                 |
| --- | ------------------------------------------------- | --- | --- | --- | --- | --- | --- | --- | --------------------------------------------------------------------------- |
| 2019 | Bzrp Music Sessions, Vol. 16 –                    | — | — | — | — | — | — | ES99 Gold · (1 Wo.)ES | Erstveröffentlichung: 3. Oktober 2019 mit Trueno                            |
| 2020 | Bzrp Music Sessions, Vol. 25 –                    | — | — | — | — | — | — | ES64 Gold · (1 Wo.)ES | Erstveröffentlichung: 18. März 2020 mit Don Patricio                        |
| 2020 | Bzrp Music Sessions, Vol. 36 –                    | — | — | — | — | — | — | ES11 ×3Dreifachplatin · (23 Wo.)ES | Erstveröffentlichung: 30. Juni 2020 mit Nathy Peluso                        |
| 2020 | Bzrp Music Sessions, Vol. 34 –                    | — | — | — | — | — | — | ES48 Gold · (2 Wo.)ES | Erstveröffentlichung: 30. September 2020 mit Khea                           |
| 2020 | Verte Parte De Mí                                 | — | — | — | — | — | Latin— GoldLatin | — | Erstveröffentlichung: 10. Dezember 2020 mit Nicki Nicole & Dread Mar I      |
| 2021 | Bzrp Music Sessions, Vol. 38 –                    | — | — | — | — | — | — | ES43 ×2Doppelplatin · (18 Wo.)ES | Erstveröffentlichung: 10. März 2021 mit L-Gante                             |
| 2021 | Bzrp Music Sessions, Vol. 39 –                    | — | — | — | — | — | Latin— PlatinLatin | ES15 Platin · (6 Wo.)ES | Erstveröffentlichung: 28. April 2021 mit Snow Tha Product                   |
| 2021 | Bzrp Music Sessions, Vol. 40 –                    | — | — | — | — | — | — | ES15 ×3Dreifachplatin · (10 Wo.)ES | Erstveröffentlichung: 9. Juni 2021 mit Eladio Carrión                       |
| 2021 | Bzrp Music Sessions, Vol. 41 –                    | — | — | — | — | — | Latin38 (1 Wo.)Latin | ES3 ×2Doppelplatin · (18 Wo.)ES | Erstveröffentlichung: 30. Juni 2021 mit Nicky Jam                           |
| 2021 | Yamefui –                                         | — | — | — | — | — | — | ES19 Platin · (8 Wo.)ES | Erstveröffentlichung: 28. Juli 2021 mit Duki & Nicki Nicole                 |
| 2021 | Bzrp Music Sessions, Vol. 43 –                    | — | — | — | — | — | — | ES31 Platin · (9 Wo.)ES | Erstveröffentlichung: 25. August 2021 mit Chucky73                          |
| 2021 | Bzrp Music Sessions, Vol. 44 –                    | — | — | — | — | — | — | ES45 (2 Wo.)ES | Erstveröffentlichung: 15. September 2021 mit MHD                            |
| 2021 | Bzrp Music Sessions, Vol. 45 –                    | — | — | — | — | — | — | ES11 ×2Doppelplatin · (17 Wo.)ES | Erstveröffentlichung: 6. Oktober 2021 mit Ptazeta                           |
| 2021 | Unfollow Temporada de Reggaetón                   | — | — | — | — | — | — | ES17 Platin · (9 Wo.)ES | Erstveröffentlichung: 14. Oktober 2021 mit Duki & Justin Quiles             |
| 2021 | Bzrp Music Sessions Vol. 46 –                     | — | — | — | — | — | — | ES3 Platin · (9 Wo.)ES | Erstveröffentlichung: 3. November 2021 mit Anuel AA                         |
| 2021 | Sin frenos Sauce Boyz 2                           | — | — | — | — | — | — | ES52 ×2Doppelplatin · (5 Wo.)ES | Erstveröffentlichung: 1. Dezember 2021 Eladio Carrión feat. Bizarrap & Duki |
| 2021 | Bzrp Music Sessions, Vol. 47 –                    | — | — | — | — | — | — | ES1 ×3Dreifachplatin · (32 Wo.)ES | Erstveröffentlichung: 8. Dezember 2021 mit Morad                            |
| 2021 | Bzrp Music Sessions, Vol. 48 –                    | — | — | — | — | — | Latin— GoldLatin | ES3 ×6Sechsfachplatin · (61 Wo.)ES | Erstveröffentlichung: 29. Dezember 2021 mit Tiago PZK                       |
| 2022 | Jungle –                                          | — | — | — | — | — | — | ES30 (3 Wo.)ES | Erstveröffentlichung: 17. Februar 2022 mit Trueno & Randy                   |
| 2022 | Bzrp Music Sessions, Vol. 49 –                    | — | — | — | — | — | — | ES3 Platin · (4 Wo.)ES | Erstveröffentlichung: 3. März 2022 mit Residente                            |
| 2022 | Bzrp Music Sessions, Vol. 23 –                    | — | — | — | — | — | — | ES1 ×2Doppelplatin · (19 Wo.)ES | Erstveröffentlichung: 25. April 2022 mit Paulo Londra                       |
| 2022 | Bzrp Music Sessions, Vol. 51 –                    | — | — | — | — | — | — | ES5 ×3Dreifachplatin · (30 Wo.)ES | Erstveröffentlichung: 8. Juni 2022 mit Villano Antillano                    |
| 2022 | Bzrp Music Sessions, Vol. 52 –                    | — | — | CH15 (67 Wo.)CH | — | US79 (10 Wo.)US | Latin12 ×5Diamant + Fünffachplatin · (26 Wo.)Latin                                                                                       | ES1 ×1717-fach-Platin · (109 Wo.)ES | Erstveröffentlichung: 6. Juli 2022 mit Quevedo                              |
| 2022 | Bzrp Music Sessions, Vol. 50 –                    | — | — | — | — | — | — | ES1 ×2Doppelplatin · (16 Wo.)ES | Erstveröffentlichung: 16. November 2022 mit Duki                            |
| 2023 | Bzrp Music Sessions, Vol. 53 –                    | DE26 (6 Wo.)DE | AT16 (6 Wo.)AT | CH2 (22 Wo.)CH | UK31 (5 Wo.)UK | US9 Gold · (15 Wo.)US | Latin1 (20 Wo.)Latin | ES1 ×7Siebenfachplatin · (58 Wo.)ES | Erstveröffentlichung: 11. Januar 2023 mit Shakira                           |
| 2023 | Bzrp Music Sessions, Vol. 54 –                    | — | — | — | — | — | Latin34 (1 Wo.)Latin | ES3 Platin · (9 Wo.)ES | Erstveröffentlichung: 22. März 2023 mit Arcángel                            |
| 2023 | Bzrp Music Sessions, Vol. 55 –                    | — | — | — | — | US31 (10 Wo.)US | Latin5 (20 Wo.)Latin | ES3 Platin · (… Wo.)ES | Erstveröffentlichung: 1. Juni 2023 mit Peso Pluma                           |
| 2023 | Bzrp Music Sessions, Vol. 56 –                    | — | — | — | — | — | Latin36 (2 Wo.)Latin | ES1 ×3Dreifachplatin · (24 Wo.)ES | Erstveröffentlichung: 12. Juni 2023 mit Rauw Alejandro                      |
| 2023 | Baby Hello –                                      | — | — | — | — | — | Latin32 ×4Vierfachplatin · (7 Wo.)Latin                                                                                                  | ES2 ×5Fünffachplatin · (46 Wo.)ES | Erstveröffentlichung: 12. Juni 2023 Rauw Alejandro feat. Bizarrap           |
| 2023 | Remember Me –                                     | — | — | — | — | — | — | ES49 (2 Wo.)ES | Erstveröffentlichung: 13. Juli 2023 mit Duki & Khea                         |
| 2023 | Bzrp Music Sessions, Vol. 57 En dormir sin Madrid | — | — | — | — | — | — | ES2 Platin · (13 Wo.)ES | Erstveröffentlichung: 3. Oktober 2023 mit Milo J                            |
| 2024 | Bzrp Music Sessions, Vol. 58 –                    | — | — | — | — | — | Latin20 (15 Wo.)Latin | ES1 ×2Doppelplatin · (16 Wo.)ES | Erstveröffentlichung: 10. Januar 2024 mit Young Miko                        |
| 2024 | Bzrp Music Sessions, Vol. 59 –                    | — | — | — | — | — | Latin20 (5 Wo.)Latin | ES42 (2 Wo.)ES | Erstveröffentlichung: 2. April 2024 mit Natanael Cano                       |
| 2024 | Entre Las de Veinte –                             | — | — | — | — | — | Latin26 (… Wo.)Latin | — | Erstveröffentlichung: 2. April 2024 mit Natanael Cano                       |
| 2024 | Bzrp Music Sessions, Vol. 61 –                    | — | — | — | — | — | — | ES25 Platin · (18 Wo.)ES | Erstveröffentlichung: 27. Dezember 2024 mit Luck Ra                         |
| Folgende Lieder erschienen nicht als Single, wurden aber durch das Album zum Download und Streaming bereitgestellt und konnten somit eine Platzierung erlangen: |                                                   | | | | | | | |                                                                             |
| |                                                   | | | | | | | |                                                                             |
| 2020 | Mamichula Atrevido                                | — | — | — | — | — | — | ES1 ×5Fünffachplatin · (29 Wo.)ES | mit Trueno, Nicki Nicole, Taiu & Tatool                                     |
| 2021 | Malbec Desde el Fin del Mundo                     | — | — | — | — | — | — | ES27 ×3Dreifachplatin · (25 Wo.)ES | mit Duki                                                                    |
| 2022 | Bottas Sr. Senos                                  | — | — | — | — | — | — | ES79 (1 Wo.)ES | mit Arcángel & Duki                                                         |
| 2023 | Fruto En dormir sin Madrid                        | — | — | — | — | — | — | ES22 Platin · (6 Wo.)ES | mit Milo J                                                                  |
| 2023 | Toy en el mic En dormir sin Madrid                | — | — | — | — | — | — | ES40 Gold · (2 Wo.)ES | mit Milo J                                                                  |
| 2023 | No soy eterno En dormir sin Madrid                | — | — | — | — | — | — | ES46 Gold · (2 Wo.)ES | mit Milo J                                                                  |
| 2023 | Penas de Antaño En dormir sin Madrid              | — | — | — | — | — | — | ES63 (1 Wo.)ES | mit Milo J                                                                  |
| 2024 | La fuerte Las mujeres ya no lloran                | — | — | — | — | — | Latin— GoldLatin | ES67 (1 Wo.)ES | Shakira feat. Bizarrap                                                      |
| 2024 | Buscarte lejos Ameri                              | — | — | — | — | — | — | ES24 (2 Wo.)ES | Duki feat. Bizarrap                                                         |

Weitere Singles
- 2019: Bzrp Music Sessions, Vol. 9 (mit Dillom)
- 2019: Bzrp Music Sessions, Vol. 10 (mit Frijo)
- 2019: Bzrp Music Sessions, Vol. 13 (mit Nicki Nicole, ES: Platin)
- 2019: Bzrp Music Sessions, Vol. 15 (mit Alemán, ES: Gold)
- 2019: Bzrp Music Sessions, Vol. 24 (mit Dani, ES: Gold)
- 2019: Bzrp Freestyle Sessions, Vol. 6 (mit Trueno, ES: Platin)
- 2020: Flexin’ (mit Lit Killah, ES: Gold)
- 2020: Bzrp Music Sessions, Vol. 31 (mit Zaramay, ES: Gold)
- 2020: Bzrp Music Sessions, Vol. 32 (mit Cazzu)
- 2020: Plegarias (mit Nicki Nicole, ES: Gold)

## Auszeichnungen für Musikverkäufe
| Goldene Schallplatte - Chile - 2023: für die Single Bzrp Music Sessions, Vol. 23 - Griechenland - 2023: für die Single Bzrp Music Sessions, Vol. 53 - Italien - 2024: für die Single Baby Hello - Mexiko - 2020: für die Single Flexin’ - 2023: für die Single Baby Hello - 2025: für die Single Sin frenos - 2025: für das Lied No soy eterno - 2025: für die Single Bzrp Music Sessions, Vol. 54 - 2025: für die Single Bzrp Music Sessions, Vol. 41 - 2025: für die Single Bzrp Music Sessions, Vol. 50 - 2025: für die Single Bzrp Music Sessions, Vol. 39 - 2025: für die Single Bzrp Music Sessions, Vol. 45 - 2025: für die Single Bzrp Music Sessions, Vol. 23 - 2025: für das Lied Toy en el mic - 2025: für die Single Yamefui - 2025: für das Lied Malbec - 2025: für die Single Bzrp Music Sessions, Vol. 10 - 2025: für die Single Bzrp Music Sessions, Vol. 9 Platin-Schallplatte - Argentinien - 2021: für die Single Flexin’ - Frankreich - 2024: für die Single Bzrp Music Sessions, Vol. 53 - 2024: für die Single Bzrp Music Sessions, Vol. 52 - Mexiko - 2025: für die Single Bzrp Music Sessions, Vol. 52 - 2025: für die Single Bzrp Music Sessions, Vol. 57 - 2025: für die Single Bzrp Music Sessions, Vol. 48 - 2025: für die Single Bzrp Music Sessions, Vol. 49 - 2025: für die Single Bzrp Music Sessions, Vol. 56 - 2025: für die Single Plegarias - 2025: für die Single Bzrp Music Sessions, Vol. 34 - 2025: für die Single Bzrp Music Sessions, Vol. 16 - 2025: für die Single Bzrp Music Sessions, Vol. 31 | 3× Goldene Schallplatte - Mexiko - 2025: für die Single Bzrp Music Sessions, Vol. 53 - 2025: für die Single Bzrp Music Sessions, Vol. 58 - 2025: für die Single Bzrp Music Sessions, Vol. 40 - 2025: für die Single Bzrp Music Sessions, Vol. 32 2× Platin-Schallplatte - Mexiko - 2025: für die Single Bzrp Music Sessions, Vol. 38 - 2025: für die Single Bzrp Freestyle Sessions, Vol. 6 - Portugal - 2023: für die Single Bzrp Music Sessions, Vol. 53 5× Goldene Schallplatte - Mexiko - 2025: für die Single Bzrp Music Sessions, Vol. 51 - 2025: für die Single Bzrp Music Sessions, Vol. 15 3× Platin-Schallplatte - Italien - 2023: für die Single Bzrp Music Sessions, Vol. 53 7× Goldene Schallplatte - Mexiko - 2025: für die Single Entre Las de Veinte - 2025: für die Single Bzrp Music Sessions, Vol. 59 | 9× Goldene Schallplatte - Mexiko - 2025: für die Single Bzrp Music Sessions, Vol. 13 5× Platin-Schallplatte - Portugal - 2023: für die Single Bzrp Music Sessions, Vol. 52 8× Platin-Schallplatte - Italien - 2024: für die Single Bzrp Music Sessions, Vol. 52 Diamantene Schallplatte - Chile - 2022: für die Single Bzrp Music Sessions, Vol. 52 - Mexiko - 2025: für die Single Bzrp Music Sessions, Vol. 53 - 2025: für die Single Bzrp Music Sessions, Vol. 15 2× Diamantene Schallplatte - Mexiko - 2025: für die Single Bzrp Music Sessions, Vol. 52 |

Anmerkung: Auszeichnungen in Ländern aus den Charttabellen bzw. Chartboxen sind in ebendiesen zu finden.
| Land/RegionAuszeichnungen für Musikverkäufe (Land/Region, Auszeichnungen, Verkäufe, Quellen) | Gold       | Platin         | Diamant     | Verkäufe  | Quellen             |
| -------------------------------------------------------------------------------------------- | ---------- | -------------- | ----------- | --------- | ------------------- |
| Argentinien (CAPIF)                                                                          | —          | Platin1        | —           | 20.000    | Einzelnachweise     |
| Chile (IFPI)                                                                                 | Gold1      | —              | Diamant1    | 490.000   | profovi.cl CL2      |
| Frankreich (SNEP)                                                                            | —          | 2× Platin2     | —           | 400.000   | snepmusique.com     |
| Griechenland (IFPI)                                                                          | Gold1      | —              | —           | 10.000    | Einzelnachweise     |
| Italien (FIMI)                                                                               | Gold1      | 11× Platin11   | —           | 1.150.000 | fimi.it             |
| Mexiko (AMPROFON)                                                                            | 24× Gold24 | 31× Platin31   | 4× Diamant4 | 7.140.000 | amprofon.com.mx     |
| Portugal (AFP)                                                                               | —          | 7× Platin7     | —           | 70.000    | Einzelnachweise     |
| Spanien (Promusicae)                                                                         | 11× Gold11 | 86× Platin86   | —           | 5.410.000 | elportaldemusica.es |
| Vereinigte Staaten (RIAA)                                                                    | 4× Gold4   | 9× Platin9     | Diamant1    | 1.700.000 | riaa.com            |
| Insgesamt                                                                                    | 42× Gold42 | 147× Platin147 | 6× Diamant6 |           |                     |